# 城子乡 (赤峰市)
城子乡，是中华人民共和国内蒙古自治区赤峰市松山区下辖的一个乡镇级行政单位。

## 行政区划
城子乡下辖以下地区：
画匠沟门村、喇嘛扎子村、兴隆庄村、新庄村、塔子村、城子村、水泉村、碾坊村、盔甲山村、小营子村、大窝铺村、阿戈府村、王子坟村、柳村、猴头沟村、乌台图村、瓦房村、永和营村、海苏沟村和太平庄村。